# Стрельба из лука на летних Олимпийских играх 1900 — а ля пирамид
Соревнования по стрельбе из лука в классе «А ля пирамид» среди мужчин на летних Олимпийских играх 1900 прошли 15 и 16 июля. Приняли участие 129 спортсменов из двух стран.

## Призёры
| Золото               | Серебро                | Бронза            |
| Эмиль Грюмьо Франция | Огюст Серрюрье Франция | Луи Глинё Бельгия |

## Соревнование
| Место | Спортсмен                   | Результат  |
| ----- | --------------------------- | ---------- |
| 1     | Эмиль Грюмьо (FRA)          | Неизвестен |
| 2     | Огюст Серрюрье (FRA)        | Неизвестен |
| 3     | Луи Глинё (BEL)             | Неизвестен |
| 4-129 | 126 неизвестных спортсменов | Неизвестен |